# Карлі Рей Джепсен
Карлі Рей Джепсен (англ. Carly Rae Jepsen; народилася 21 листопада 1985 року) — канадська співачка з Британської Колумбії.
У 2007 році вона посіла третє місце в 5 сезоні Canadian Idol. Незабаром після участі на канадському Idol, вона підписала контракт з рекорд-лейблами Fontana і MapleMusic, 30 вересня 2008 випустила свій дебютний альбом Tug of War. Через три роки вона випустила новий сингл під назвою «Call Me Maybe», на канадському лейблі 604 Records, за яким вийшов реліз нового альбому під назвою Curiosity 14 лютого 2012. У лютому 2012 року, поп-співак Джастін Бібер направив Карлі до свого менеджера, Скутера Брауна і згодом підписали свій лейбл Schoolboy Records, потім співпрацювали з Interscope Records, після того, як «Call Me Maybe» завоювала популярність на YouTube 300 мільйонів переглядів. Сингл досяг перше місце як на американському чарті Billboard, так і у канадському Hot 100, в той же час очоливши чарти в 19 інших країнах світу.

## Життя і кар'єра
Джепсен відвідувала середню школу «Heritage Park» в Місіоні, Британської Колумбії і виступала там після закінчення школи. Потім вона відвідувала канадський коледж мистецтв у Вікторії, Британська Колумбія, до прослуховування для канадського Idol. Після завершення канадського туру Idol, Джепсен повернулася до Британської Колумбії, щоб зосередитися на написанні текстів і музики. Її демо привернуло увагу, і вона врешті-решт підписали спільну угоду з Simkin Artist Management та Dexter Entertainment, там вона познайомилась з продюсером Райаном Стюартом. Засновник Jonathan Simkin з Simkin Artist Management, який також є співзасновником Ванкувері лейблом 604 Records, не хотіли підписувати її на лейблі 604 одразу, а щоб спільно взяти на себе її керівництвом як перший крок. Незабаром Джепсен підписала контракт з MapleMusic Recordings і почала роботу з Райаном Стевардом.

### 2008—2011, альбом«Tug of War»
16 червня 2008 року вийшов дебютний сингл Джепсен — кавер-версія пісні Джона Денвера «Sunshine On My Shoulders». Це єдиний кавер в її дебютному альбомі. 21 липня 2008 року співачка додала дві нові пісні з альбому на свою сторінку в MySpace: «Bucket» та «Heavy Lifting». У серпні 2008 року вона на сторінці в MySpace написала про те, що її дебютний альбом, який отримав назву «Tug of War», вийде 30 вересня 2008 року. Також повідомлялася назва двох пісень, що увійшли до альбому: «Tug of War» та «Sweet Talker». Ці дві пісні з'явилися в продажі на iTunes 16 вересня 2008 року.
Кліп на сингл «Tug of War» вийшов в січні 2009 року. У травні вийшло відео на другий сингл з дебютного альбому «Bucket». Режисером всіх кліпів став Бен Кнештон. Навесні 2009 Карлі Джепсен разом з групою Marianas Trench і співачкою Shiloh вирушила в турне по Канаді.

### 2012: альбоми «Curiosity» та «Kiss»
Каріл Джепсен випустила свій другий альбом «Curiosity» 14 лютого 2012 року. Продюсером якого став Райан Стевард, а Кевін Джеймс Маєр спродюсував трек «Dear Julien» для цього альбому. 21 вересня 2011 вийшов сингл «Call Me Maybe», продюсерами синглу стали Джош Рамсей і Марінас Тренч. «Call Me Maybe» — перша пісня виконавиці, що досягла першої позиції в чарті цифрових завантажень в Канаді, з січня 2010 року. Також це її одинадцята пісня, що зуміла очолити чарт цифрових завантажень, відстежується Nielsen SoundScan з 2005 року. Композиція також піднялася на перше місце в Billboard's Canadian Hot 100, дозволивши Джепсен стати четвертим канадським виконавцем, який зумів очолити цей чарт, після Авріл Лавін з її композицією «Girlfriend», Ніккі Янофські з «I Believe» та Young Artists for Haiti з «Wavin 'Flag». 23 березня 2012 року співачка вперше виступила на американському телебаченні в «The Ellen DeGeneres Show», виконавши «Call Me Maybe». Карлі також стала першим учасником «Canadian Idol», який зумів очолити UK Singles Chart з піснею «Call Me Maybe».

### 2015— до сьогодні.
2 березня 2015 року Джепсен випустила перший сингл — «I Really Like You» з нового альбому. Музичне відео на пісню, за участю зірки Голлівуду — знаменитого актора, режисера і продюсера Тома Хенкса, відразу зайняло лідируючі позиції в чартах Європи і Північної Америки, стало хітом Інтернету і музичних теле- та радіоканалів в усьому світі. У квітні співачка виконала трек під назвою «All That» в Saturday Night Live, який вийшов в цифрових магазинах наступного дня. Альбом під назвою «Emotion» вийшов в червні 2015 року та отримав позитивні відгуки; він з'явився в багатьох списках альбомів наприкінці року. «Emotion» досяг 8 місця в Канаді та 16 в Billboard 200 у США. Альбом включає співпрацю з Ростамом Батмангліжом (Vampire Weekend), Sia, Девом Хайнсом, Грегом Курстіном та Аріелем Рехшайдом. Другий сингл з альбому — «Run Away with Me» вийшов в липні.
Карлі Джепсен вирушила в Gimmie Love Tour на підтримку альбому «Emotion», побувавши на східному узбережжі Сполучених Штатів та в Японії в листопаді 2015 року. Також наприкінці 2015 року співачка зіграла нову версію пісні Bleachers «Shadow» і випустила обкладинку пісні «Last Christmas» Wham!. 15 січня 2016 року було оголошено, що нова пісня, написана спеціально для Карлі Джепсен під назвою «All I Need An Angel», була додана до Grease Live. Вона була написана Томом Кіттом та Брайаном Йоркі. Виконавиця записала пісню для серіалу Fullflage, Netflix, ремейк цієї теми в Full House. Також у 2016 році вона з'явилася на дебютному альбомі The Knocks «55».
Карлі випустила «Emotion: Сторона B» 26 серпня 2016 року. Мініальбом містив вісім треків від студійного альбому «Emotion». Мініальбом ввійшов до деяких списків на кінець року в таких публікаціях журналів, як Rolling Stone, Pitchfork, Stereogum, The A.V. Club, MuuMuse.
26 травня 2017 року Джепсен випустила сингл «Cut to the Feeling». Спочатку пісня була призначена для альбому "Emotion", так і для «Emotion: Сторона B», але в кінцевому підсумку була залишена осторонь, але замість цього з'явилася в анімаційному фільмі «Балерина».
У вересні 2017 року Джепсен підтвердила, що вихід її четвертого альбому заплановано на початку 2018 року.

## Виступи в шоуCanadian Idol
Нижче наведено список виступів Карлі Джепсен на Canadian Idol.
| Епізод          | Тема                          | Пісня                                | Порядок # | Результат        |
| --------------- | ----------------------------- | ------------------------------------ | --------- | ---------------- |
| Прослуховування | Не застосовується             | «Sweet Talker» (original)            | N/A       | Пройшла далі     |
| Топ 80          | Не застосовується             | «I Try»                              | Duets     | Пройшла далі     |
| Топ 40          | Не застосовується             | «Breathe (2 AM)»                     | N/A       | Пройшла далі     |
| Топ 22          | Не застосовується             | «Put Your Records On»                | 11        | Пройшла далі     |
| Топ 18          | Не застосовується             | «Sweet Ones»                         | 4         | Пройшла далі     |
| Топ 14          | Не застосовується             | «Waiting in Vain»                    | 3         | Пройшла далі     |
| Топ 10          | #1 Хіти                       | «Inside and Out»                     | 3         | Опустилася на 3  |
| Топ 9           | 1960-ті                       | «Georgia on My Mind»                 | 5         | Зберегла позицію |
| Топ 8           | Unplugged                     | «Torn»                               | 7         | Зберегла позицію |
| Топ 7           | Королева                      | «Killer Queen»                       | 3         | Опустилася на 3  |
| Топ 6           | Поп-рок                       | «Come to My Window»                  | 4         | Опустилася на 3  |
| Топ 5           | Мій власний ідол              | «Chuck E's in Love»                  | 4         | Зберегла позицію |
| Топ 4           | Стандарти                     | «My Heart Belongs to Daddy»          | 1         | Зберегла позицію |
| Топ 4           | Стандарти                     | «I Got It Bad (and That Ain't Good)» | 5         | Зберегла позицію |
| Топ 3           | Вибір суддів & народний вибір | «At Seventeen»                       | 3         | Виключена з шоу  |
| Топ 3           | Вибір суддів & народний вибір | «White Flag»                         | 6         | Виключена з шоу  |

## Вплив на творчість
Джепсен сказала, що розділяє інтерес своїх батьків до народної музики в результаті її виховання, називаючи таких артистів, як Леонарда Коена, Брюса Спрінгстіна, Джеймса Тейлора та Ван Моррісона, як натхненників її дебютного альбому. Під час запису свого мініальбому «Curiosity» та другого студійного альбому «Kiss» (в 2012 році) Джепсен сказала, що на неї дедалі більше впливає поп-музика і танці, зокрема, роботи Dragonette, Кімбри, La Roux та Робін. Третій альбом співачки «Emotion» був оснований на її любові до поп-музики з 1980-х років і «старих шкільних» альбомах Сінді Лопер, Мадонни та Прінса. Вона також висловила захоплення до Cat Power, Christine and the Queens, Tegan and Sara, Bleachers, Боба Ділана, Sky Ferreira, Дева Хійнса, Соланж Ноулз, Джоні Мітчел, Sinéad O'Connor, the Spice Girls, та Генка Вільямса.

## Дискографія
Детальніше: Дискографія Карлі Рей Джепсен
- Tug of War (2008)
- Kiss (2012)
- Emotion (2015)
- Dedicated (2019)
- Dedicated Side B (2020)
- The Loneliest Time (2022)

## Турне
- The Summer Kiss Tour (2013)
- Gimmie Love Tour (2015—2016)
- Marianas Trench, The New Cities та The Mission District — Beside You Tour (2009)
- Hanson — Shout It Out World Tour (Канада) (2012)
- Justin Bieber — Believe Tour (Північна Америка, Європа та Південна Америка) (2012—2013)
- Hedley — Hello World Tour (Канада) (2016)
- Katy Perry — Witness: The Tour (Північна Америка) (2018)

## Фільмографія

### Телевізійні програми
| Рік  | Назва              | Роль                | Додатки                                                                              |
| ---- | ------------------ | ------------------- | ------------------------------------------------------------------------------------ |
| 2007 | Canadian Idol      | Вона сама           | Сезон 5; finished in 3rd place                                                       |
| 2012 | 90210              | Вона сама           | Сезон 5, прем'єра: «Til Death Do Us Part»                                            |
| 2013 | Потанцюймо         | Вона сама           | Сезон 3, епізод 10: «My Fair Librarian It Up»                                        |
| 2015 | Суботнього вечора  | Вона сама           | Сезон 40, епізод 17                                                                  |
| 2015 | Касл               | Вона сама           | Сезон 7, епізод 22: «Dead from New York»                                             |
| 2015 | Comedy Bang! Bang! | Вона сама           | Сезон 4, епізод 24: «Carly Rae Jepsen Wears a Chunky Necklace and Black Ankle Boots» |
| 2016 | Grease: Live       | Француженка         | спеціальний гість                                                                    |
| 2016 | Повніший будинок   | Музичний виконавець | Автор тематичної композиції                                                          |

### Фільми
| Рік  | Назва              | Роль     | Додатки                             |
| ---- | ------------------ | -------- | ----------------------------------- |
| 2013 | Леннон — Маккартні | Вона сам | Короткометражне кіно, інтерв'ю кліп |
| 2016 | Балерина           | Одет     | Озвучка голосу                      |

### Театр
| Рік  | Назва              | Роль | Додатки                |
| ---- | ------------------ | ---- | ---------------------- |
| 2014 | Попелюшка (мюзикл) | Елла | Бродвейська постановка |